# Acaulon longifolium
Acaulon longifolium är en bladmossart som beskrevs av Herrnstadt och Chaia Clara Heyn 1999. Acaulon longifolium ingår i släktet pygmémossor, och familjen Pottiaceae. Inga underarter finns listade i Catalogue of Life.